# Municipio de Pine A
El municipio de Pine A (en inglés: Pine A Township) es un municipio ubicado en el condado de Stone en el estado estadounidense de Misuri. En el año 2010 tenía una población de 2109 habitantes y una densidad poblacional de 18,32 personas por km².

## Geografía
El municipio de Pine A se encuentra ubicado en las coordenadas 36°32′59″N 93°22′20″O / 36.54972, -93.37222. Según la Oficina del Censo de los Estados Unidos, el municipio tiene una superficie total de 115.12 km², de la cual 96,34 km² corresponden a tierra firme y (16,31 %) 18,78 km² es agua.

## Demografía
Según el censo de 2010, había 2109 personas residiendo en el municipio de Pine A. La densidad de población era de 18,32 hab./km². De los 2109 habitantes, el municipio de Pine A estaba compuesto por el 97,39 % blancos, el 0,28 % eran afroamericanos, el 0,47 % eran amerindios, el 0,24 % eran asiáticos, el 0,62 % eran de otras razas y el 1 % eran de una mezcla de razas. Del total de la población el 2,75 % eran hispanos o latinos de cualquier raza.